# Генуя Экспо 1992
Генуя Экспо 1992 (итал. L'Esposizione Internazionale Specializzata Genova '92-Colombo '92)— всемирная выставка Генуя '92 — Коломбо '92 или Colombiadi, более неофициально, Expo 1992, прошедшая в Генуе, Италия, с 15 мая по 15 августа 1992 года. Тема выставки «Христофор Колумб, корабль и море», выставка была приурочена к празднованию 500-летия со дня открытия Америки Колумбом. Это была специализированная выставка, на которой были представлены 54 страны. Общее количество посетителей составило 694 800 человек. Выставка проходила одновременно с более крупной и продолжительной Универсальной выставкой Севилья 1992, из порта которой (на реке Гвадалквивир) Колумб отплыл в 1492 году. Логотипом выставки в Генуе была цифра «500» с флагом Генуи; талисманом был кот, по имени Гатто Кристофоро, одетый как Христофор Колумб.

## Экспозиция
Международная выставка Генуя '92 проходила на территории, дизайном которой занимался архитектор Ренцо Пиано. В аквариуме располагался морской павильон, а на корабле «Италия» — корабельный павильон.

## Участники
Официально мероприятие посетили 54 страны (три неофициально), и первоначально было объявлено, что выставку посетило около 1,7 миллиона человек из ожидаемых 3 млн., но позже число было пересмотрено и составило только около 800 тысяч посетителей. Было собрано только 13 миллиардов по сравнению с запланированными 45 миллиардами. Из-за распространения ложных новостей мэр Генуи Романо Мерло подал в отставку и был заменен заместителем мэра Клаудио Бурландо.
Почетным гостем стало правительство Багамских островов, так как Колумб впервые высадился в Америке на острове Гуанахани. Скульптуры «Обелиск» Алессандро Матты и «Дельфин» Бруно Элисеи были выставлены в Багамском зале в честь Колумба.
| Участвующие страны | Участвующие страны | Участвующие страны | Участвующие страны |
| Азия               | Азия               | Азия               | Азия               |
| ------------------ | ------------------ | ------------------ | ------------------ |
| Китай              | Республика Корея   | Япония             | Израиль            |
| Африка             |                    |                    |                    |
| Камерун            | Египет             | Марокко            | Сенегал            |
| Тунис              |                    |                    |                    |
| Европа             |                    |                    |                    |
| Болгария           | СНГ                | Хорватия           | Франция            |
| Германия           | Греция             | Венгрия            | Чехия              |
| Дания              | Франция            | Италия             | Мальта             |
| Монако             | Польша             | Португалия         | Румыния            |
| Испания            | Швейцария          | Ватикан            |                    |
| Америка            |                    |                    |                    |
| Аргентина          | Багамские Острова  | Боливия            | Бразилия           |
| Чили               | Колумбия           | Коста-Рика         | Куба               |
| Доминика           | Сальвадор          | Эквадор            | Гватемала          |
| Гаити              | Гондурас           | Мексика            | Никарагуа          |
| Панама             | Парагвай           | Перу               | Уругвай            |
| США                | Венесуэла          |                    |                    |
| Организации        |                    |                    |                    |
| European Union     |                    |                    |                    |
|                    |                    |                    |                    |